# Кубок світу з біатлону 2011—2012 — етап 7
Сьомий етап Кубка світу з біатлону 2011—12  проходив в Голменколлені, Норвегія, з 2 по 5 лютого.

## Гонки
Розклад гонок наведено нижче
| Дата     | Час       | Гонка                                  |
| -------- | --------- | -------------------------------------- |
| 2 лютого | 11:30 СЕТ | Жінки, спринт 7,5 км                   |
| 2 лютого | 14:30 СЕТ | Чоловіки, спринт 10 км                 |
| 4 лютого | 13:15 СЕТ | Жінки, гонка переслідування 10 км      |
| 4 лютого | 15:15 СЕТ | Чоловіки, гонка переслідування 12,5 км |
| 5 лютого | 13:15 СЕТ | Жінки, мас-старт 12,5 км               |
| 5 лютого | 15:15 СЕТ | Чоловіки, мас-старт 15 км              |

## Чоловіки

### Спринт
Чоловікам сьогодні пощастило трохи менше, ніж жінкам: до моменту, коли біатлоністи вийшли на старт, сонце вже сховалося за хмарами. Однак траси, як і раніше залишалися швидкими, а це означало, що для перемоги спортсменам знову знадобиться неабияка влучність. В числі перших на старт вийшли відомі норвежці - Свендсен, Б'єрндален і Бо. На першій стрільбі Свендсен і Бьорндален закрили всі мішені, проте не змогли уникнути штрафних кіл за результатами стрільби з положення стоячи, що, в свою чергу, дозволило іншим спортсменам вступити в боротьбу за п'єдестал пошани. На колі перед "стійкою" Євгеній Гаранічев і Арнд Пайффер трималися відразу за Свендсеном і підійшли до вогневого рубежу з відривом в менш ніж 10 секунд один від одного. Як і під час жіночого змагання, результат гонки вирішувався саме тут. Гаранічев і Пайффер закрили всі мішені, а Свендсен відправив два постріли в "молоко". В результаті основна боротьба розгорнулася між німецьким і російським біатлоністами. Гаранічев прийшов до фінішу трохи раніше Пайффера і залишився чекати результатів. За 1600 м до фінішу відставання Пайффера становило 6,2 секунди. Спортсмен доклав всіх зусиль, щоб подолати його, але прийшов до заповітної межі лише другим, програвши росіянину сім десятих секунди.
Таким чином 23-річний росіянин Євгеній Гаранічев здобув сьогодні свою першу перемогу на етапі Кубка світу, вигравши спринтерську гонку в Осло. Він показав ідеальний результат на стрільбищі і пройшов 10-кілометрову дистанцію за 25:2,2 хвилини, що дозволило йому залишити позаду Арнда Пайффера. Німецький спортсмен також закрив усі мішені, але став другим, поступившись росіянину всього сімома десятими секунди. Третє місце зайняв норвежець Еміль Хегле Свендсен з двома промахами і відставанням в 11,8 секунди. Четверте місце дісталося французу Алексі Бефу, який відстрілявся чисто, але програв переможцеві 24 секунди. Уле Ейнар Бьорндален допустив один промах і фінішував п'ятим (+24,4 секунди). Першу шістку замкнув словенець Яков Фак, який не допустив жодної помилки на стрільбищі, але програв Гаранічеву 36,6 секунди.

### Гонка переслідування
У сьогоднішній гонці чоловіки зіткнулися з тією ж проблемою, що й дівчата, - холодом. Додатково до початку чоловічої гонки в Осло почався легкий снігопад. Євгеній Гаранічев "вивів" учасників змагання до першого вогневого рубежу, де він, як і Арнд Пайффер, з лету закрив усі мішені. Обидва спортсмени покинули стрільбищі практично одночасно, а 10 секунд по тому слідом за ними кинувся Еміль Хегле Свендсен. Чисто відстріляти вдалося ще 15 спортсменам, однак ця група пішла за лідерами з певним відставанням. На другій стрільбі Гаранічев і Пайффер повторили свій результат, а Свендсен допустив промах і опустився на п'яту позицію. Це, в свою чергу, дозволило Євгену Устюгову піднятися на третє місце, а американцю Ловеллу Бейлі - на четверте.
На першій "стійці" Арнд Пайффер знову закрив усі мішені, на відміну від росіянина, якому довелося піти на штрафне коло. Свендсен, Устюгов і Фуркад, стрімко надолуживши відставання, проявили неабияку влучність і покинули стрільбищі одночасно, програючи 30 секунд Пайффер і 14 Гаранічеву. Був точним Пайффера і на останній "стійці", що дозволило йому піти на фінальне коло з великою  перевагою. Решта спортсменів допустили як мінімум по одному промаху. Гаранічеву, який покинув стрільбище на 36 секунд пізніше, вдалося зберегти друге місце. 7 секунд потому за ним кинувся Свендсен, за яким, в свою чергу, пішов Фуркад. За 1700 метрів до фінішу Свендсен значно скоротив відставання від росіянина, а Пайффер перейшов в переможний спринт. На підході до стадіону Свендсен зробив потужний ривок, пролетів повз Гаранічева і фінішував другим. Четверте місце дісталося французу Мартену Фуркаду, який промахнувся один раз (+1:03). Яков Фак зі Словенії з двома штрафними колами і відставанням в 1:08 став п'ятим, випередивши  американця Тіма Берка.

### Мас-старт
Оскільки Арнд Пайффер не брав участі в сьогоднішній гонці, на старт вийшло лише 29 спортсменів. До першої стрільби вони підійшли щільною групою, з різницею в 10 секунд. Вісімнадцять біатлоністів відстрілялися чисто і відправилися за Фуркадом, американцем Бейлі і німцем Бірнбахером на друге коло, лишивши стрільбище протягом 18 секунд після француза. На середині кола групу злегка "розкидало": у той час як Фуркада в червоній майці і лідера загального заліку Свендсена (жовта майка) розділяла всього пара кроків, відставання інших спортсменів склало близько 10 секунд. На вогневому рубежі Свендсен допустив один промах, а Фуркад - цілих два, що дозволило Гаранічеву, Бірнбахеру, Берку і Малишку захопити лідерство. В результаті Свендсен перемістився на шосту позицію, а гонку очолив Гаранічев. На підході до першої "стійки" група його найближчих суперників зросла до 10 осіб. Гаранічев допустив промах і опустився на третю сходинку, тоді як Бірнбахер закрив усі мішені і перейняв пальму першості, обігнавши Малишка, який чисто відстрілявся. Свендсен знову не уникнув штрафного кола, проте пішов на трасу четвертим, трохи раніше Фака. Їх відставання від групи лідерів становило на той момент близько 12 секунд.
До останньої "стійки" перша четвірка підійшла практично одночасно. Бірнбахер і Свендсен відстріляли чисто, а російські спортсмени вирушили на штрафну дистанцію. Таким чином, боротьба за перше місце на фінальному колі розгорнулася між Свендсеном і Бірнбахером, а росіянам довелося задовольнятися дуеллю за третє. Дочекавшись останнього підйому, норвежець включив "п'яту передачу" і потужно спринтував, не залишивши жодного шансу Бірнбахеру. Що стосується росіян, то за три кілометри до фінішу Гаранічев відірвався від товариша по команді і став третім. Четверте місце зайняв росіянин Дмитро Малишко з одним промахом (+26,7 секунди). Француз Мартен Фуркад з трьома штрафними колами і відставанням в 37 секунд став п'ятим. Шістку лідерів замкнув Євген Устюгов, який допустив чотири помилки (+40,6). Таким чином, в топ-6 в чоловічому мас-старті увійшло відразу три російські спортсмена.

### Призери
| Гонка:                                                                       | Золото:                       | Час               | Срібло:                       | Час               | Бронза:                       | Час               |
| Спринт 10 км Протокол [Архівовано 4 лютого 2012 у Wayback Machine.]          | Євгеній Гаранічев Росія       | 25:22.2 (0+0)     | Арнд Пайффер Німеччина        | 25:22.9 (0+0)     | Еміль Хегле Свендсен Норвегія | 25:34.0 (0+2)     |
| Гонка переслідування 12,5 км Протокол [Архівовано 10 вересня 2012 у WebCite] | Арнд Пайффер Німеччина        | 31:44.0 (0+0+0+0) | Еміль Хегле Свендсен Норвегія | 32:15.2 (0+1+0+1) | Євгеній Гаранічев Росія       | 32:20.3 (0+0+1+1) |
| Мас-старт 15 км Протокол [Архівовано 10 вересня 2012 у WebCite]              | Еміль Хегле Свендсен Норвегія | 40:44.1 (0+1+1+0) | Андреас Бірнбахер Німеччина   | 40:50.4 (0+0+0+0) | Євгеній Гаранічев Росія       | 41:01.9 (0+0+1+1) |

## Жінки

### Спринт
Після кількох хмарних днів до початку жіночої гонки в Осло виглянуло сонце - як на замовлення для Нойнер. Крім того, на стадіон сьогодні прийшли тисячі школярів, які створили абсолютно особливу атмосферу і стали свідками справжнього біатлонного шоу. Магдалена Нойнер захопила лідерство вже на початку гонки і зберегла його до самого фінішу. Єдиною, кому вдалося скласти їй конкуренцію, стала Дарія Домрачева, яка пішла з першої стрільби з мінімальним відставанням від німкені: спортсменок відокремлювали на той момент якихось 1,7 секунди. Наступною стрільбище покинула Дорен-Абер з відставанням в 8,7 секунди, у той час як інші спортсменки поступилися Нойнер не менше 11 секунд. Багато хто з них чисто відстріляли на першій стрільбі, проте не змогли розвинути достатню швидкість на трасі, щоб наблизитися до  німкені. Вже на підході до "стійки" було очевидно, що подальша боротьба за перше місце розгорнеться між Нойнер і Домрачевою. На вогневому рубежі Нойнер, на відміну від білоруської спортсменки, закрила всі мішені. Домрачева ж допустила один промах і тим самим позбавила себе шансу на перемогу. В результаті Нойнер здобула перевагу в 27,2 секунди над Домрачовою, а  Дорен-Абер і Брюне, які влучно відстрілялися, пішли за ними з відставанням в 4 і 14 секунд відповідно. П'ятірку лідерів гонки замкнула Тура Бергер, яка на той момент поступалася суперницям 17 секунд. На фінальному колі Нойнер продемонструвала просто неймовірну швидкість, впевнено відірвавшись від Домрачевої, а Бергер вдалося обійти обох француженок і зайняти третє місце.
Отже сьогодня німецька біатлоністка Магдалена Нойнер здобула сьогодні шосту за поточний сезон і тридцяту за свою кар'єру перемогу на Кубку світу, вигравши жіночу спринтерську гонку в Осло з результатом 20:41,9. Спортсменка чисто відстріляла і продемонструвала найвищу швидкість на трасі, що дозволило їй прийти до фінішу на 38,2 секунди раніше білоруської біатлоністки Дарії Домрачової, яка допустила один промах. Третє місце дісталося норвежці Турі Бергер з однією хибою і відставанням в 48,9 секунди. Четвертою стала француженка Марі Дорен-Абер, яка закрила всі мішені, проте програла переможниці 55,6 секунди. П'яте місце посіла німкеня Андреа Генкель з одним штрафним колом і відставанням в 1:05,9 хвилини. Росіянка Ольга Зайцева  замкнула першу шістку, поступившись Нойнер 1:11,2 хвилини, незважаючи на чисту стрільбу.

### Гонка переслідування
Незважаючи на відсутність вітру, дівчатам було сьогодні непросто: стовпчик термометра показував -14 градусів, так що не обійшлося без фізіотейпа і занімілих пальців. Тим не менш, переможниці вдалося захопити впевнене лідерство з самого початку гонки і зберегти його аж до фінішу. Магдалена Нойнер, як і її найближчі суперниці Дарія Домрачева, Тура Бергер і Ольга Зайцева, чисто відстріляли на першому вогневому рубежі, а на другому - допустила один промах, що дозволило іншим спортсменкам, які закрили всі мішені, скоротити відставання. Результат гонки, як завжди, вірішувався на "стійках". У той час як Нойнер промахнулася лише раз, Домрачева допустила дві помилки і втратила свої позиції, а Бергер і Зайцева показали ідеальний результат і піднялися на другу і третю сходинки відповідно. На підході до останнього вогневого рубежу розстановка сил виглядала наступним чином: Нойнер вела з 35-секундною перевагою над Бергер, Зайцева слідувала за норвежкою з відставанням в 8 секунд, а Домрачева поступалася лідерові гонки 1:06 хвилини.Закривши всі мішені на одному подиху, Магдалена зміцнила свою позицію, а Зайцева, повторивши її результат на стрільбищі, вийшла на друге місце. Домрачевій також вдалося відстріляти чисто і замкнути трійку лідерів, у той час як Бергер відправила цілих три постріли в "молоко" і тим самим позбавила себе шансу піднятися на подіум.
Отже у сьогоднійшній гонці, як і у попередній, перемогла німецька біатлоністка Магдалена Нойнер, з результатом 30:31,1 і двома штрафними колами. Росіянка Ольга Зайцева зайняла друге місце, не допустивши жодного промаху, але поступившись німкені 36,5 секунди. Третьою до фінішу прийшла білоруська спортсменка Дарія Домрачева з двома промахами і відставанням в 51,4 секунди. Норвежка Тора Бергер стала сьогодні четвертої з трьома штрафними колами (+1:05,8). Фінка Кайса Мякяряйнен також допустила три промахи і зайняла п'яте місце (+1:09). Першу шістку замкнула росіянка Ольга Вілухіна з одним промахом і відставанням в 1:38,4 хвилини.

### Мас-старт
У сьогоднішній жіночій гонці взяло участь лише 29 спортсменок: Магдалена Нойнер в останній момент вирішила не виходити на старт. До першої стрільби біатлоністки підійшли щільною групою. 15 з них відстрілялися чисто, в той час як Дарія Домрачева і Тура Бергер не уникли штрафних кіл. У результаті пальма першості перед виходом на друге коло перейшла до Брюне і Зайцевої. До наступного вогневого рубежу практично одночасно прийшли 17 спортсменок. Тут закрити всі мішені вдалося Бергер, француженкам Брюне і Дорен-Абер, а також німкені Тіні Бахманн.
На першій "стійці" чисто відстріляли тільки Брюне і Тея Грегорін, проте Андреа Генкель покинула стрільбище як лідер. До цього моменту спортсменок топ-десятки, яку замкнула Бергер, відокремлювали один від одної не більше 48 секунд. На підході до останнього вогневого рубежу Генкель як і раніше лідирувала, впритул за нею слідували Грегорін і Брюне, Домрачева перемістилася на четверту позицію. Генкель з льоту закрила всі мішені і пішла на фінальне коло, а 26 секунд по тому за нею кинулася Брюне. Тея Грегорін покинула стрільбище третьою (на 4 секунди пізніше Брюне), Гелена Екгольм - четвертою.
За 1700 метрів до фінішу порядок проходження спортсменок не змінився, проте Дарії Домрачевій вдалося значно скоротити відставання від Брюне і Екгольм, так що тепер цю трійку відокремлювали один від одного лише 3 секунди.
У той час як Хенкель впевнено фінішувала першою, між трьома суперницями, які йшли за нею  вибухнула боротьба за місця на подіумі. За 700 метрів до фінішу різниця в часі між ними становила всього 1,2 секунди. На останньому підйомі стадіону Домрачевій вдалося вирватися вперед і послідовно обігнати  Брюне, Екгольм і Грегорін та фінішувати другою.
Отже сьогодні німецька біатлоністка Андреа Генкель здобула  першу перемогу за сезон, вигравши жіночий мас-старт з одним промахом і результатом 38:01,2. Другою до фінішу прийшла білоруська спортсменка Дарія Домрачева з чотирма промахами і відставанням в 26,6 секунди. На третьому місці - словенка Тея Грегорін, яка закрила всі мішені, але поступилася переможниці 27,2 секунди. Четвертою стала шведка Хелена Екгольм з одним промахом (+31,3 секунди). П'яте місце посіла  француженка Марі-Лор Брюне (+40,7 секунди). Першу шістку замкнула росіянка Ольга Вілухіна з одним штрафним колом (+43,1 секунди).

### Призери
| Гонка:                                                                     | Золото:                    | Час               | Срібло:                  | Час               | Бронза:                  | Час               |
| Спринт 7,5 км Протокол [Архівовано 10 вересня 2012 у WebCite]              | Магдалена Нойнер Німеччина | 20:41.9 (0+0)     | Дарія Домрачева Білорусь | 21:20.1 (0+1)     | Тура Бергер Норвегія     | 21:30.8 (1+0)     |
| Гонка переслідування 10 км Протокол [Архівовано 10 вересня 2012 у WebCite] | Магдалена Нойнер Німеччина | 30:31.1 (0+1+1+0) | Ольга Зайцева Росія      | 31:07.6 (0+0+0+0) | Дарія Домрачева Білорусь | 31:22.5 (0+0+2+0) |
| Мас-старт 12,5 км Протокол [Архівовано 10 вересня 2012 у WebCite]          | Андреа Генкель Німеччина   | 38:01.2 (1+0+0+0) | Дарія Домрачева Білорусь | 38:27.8 (1+1+1+1) | Тея Грегорін Словенія    | 38:28.4 (0+0+0+0) |

## Досягнення
Найкращий виступ за кар'єру
| - Євгеній Гаранічев (RUS), 1 місце в спринті - Брендан Ґрін (CAN), 9 місце в спринті - Скот Перрас (CAN), 27 місце в спринті - Максим Буртасов (RUS), 38 місце в спринті and 32 в гонці переслідування - Кароліс Златкаускас (LTU), 71 місце в спринті - Мартін Реммельг (EST), 82 місце в спринті - Іван Златєв (BUL), 86 місце в спринті - Вінсент Навьяу (BEL), 87 місце в спринті - Едін Ходжич (SRB), 88 місце в спринті | - Меґан Імрі (CAN), 17 місце в спринті - Марі Лаукканен (FIN), 20 місце в спринті і 14 в гонці переслідування - Лумініта Піскоран (ROU), 26 місце в спринті - Аннеліз Кук (USA), 33 місце в спринті - Тіріл Екгоф (NOR), 45 місце в спринті - Наталія Кочергіна (LTU), 52 місце в спринті - Елін Маттссон (SWE), 58 місце в спринті - Адзеґамі Наоко (JPN), 68 місце в спринті - Дафінка Коєва (BUL), 74 місце в спринті - Анна-Карін Стрьомстедт (SWE), 15 місце в гонці переслідування - Емілія Йорданова (BUL), 38 місце в гонці переслідування |

Перша гонка в Кубку світу
| - Крістофер Ерікссон (SWE), 49 місце в спринті - Габріель Стегмайр (SWE), 79 місце в спринті - Михайло Сердюк (UKR), 80 місце в спринті - Василь Чорбаджиєв (BUL), 89 місце в спринті | - Катерина Цесельська (UKR), 66 місце в спринті - Чжан Янь (CHN), 67 місце в спринті - Житка Ландова (CZE), 71 місце в спринті - Іоана Флоріна Кірстеа (ROU), 73 місце в спринті |